# Denis-Benjamin Viger
Denis-Benjamin Viger (ur. 19 sierpnia 1774, zm. 13 lutego 1861) – kanadyjski (frankofoński) polityk, eseista i pisarz, jeden z najwybitniejszych kanadyjskich intelektualistów XIX w., kopremier rządu Prowincji Kanady.

## Życiorys
Denis urodził w Montrealu się w drobnomieszczańskiej rodzinie, która rozpoczynała swą drogę po drabinie społecznej. Dziadek był prostym rzemieślnikiem. Ojciec Denis Viger, który otrzymał wykształcenie rzemieślnicze, kontynuował rodzinne tradycje jako cieśla, jednakże uzyskał status przedsiębiorcy budowlanego oraz udziałowca fabryki potażu, znacznego eksportera ten surowca do Anglii. Wraz z awansem materialnym Denis Viger starszy zaangażował się w politykę. W latach 1796–1800 reprezentował okręg wyborczy Wschodni Montreal w zgromadzeniu legislacyjnym Dolnej Kanady. Denis-Benjamin, przez rodzinę matki, Cherrier de Saint-Denis-sur-Richelieu, skoligacony był z aktywnymi w polityce braćmi Louis-Josephem i Denis-Banjaminem Papineau.
Po ukończeniu szkoły rozpoczął studia filozoficzne na College de Montreal, na następnie studiował prawo. Po ukończeniu studiów rozpoczął praktykę i został przyjęty do miejscowej palestry. Dochody adwokata wystarczały mu na wygodne życie. W 1808 ożenił się z Marie-Amabel Foretier, córką Pierre Foretier, miejscowego ziemianina, którego przodkowie tytuł senioralny otrzymali jeszcze we wczesnym okresie istnienia Nowej Francji. Gdy w 1814 Pierre Foretier zmarł, Viger odziedziczył część jego fortuny. Gdy 1823 zmarła jego matka, będąca już wtedy wdową, odziedziczył także i po niej znaczny spadek, na który składało się pięć domów i 47 akrów ziemi w Montrealu. W ten sposób Viger stał się jedną z najbogatszych osób w mieście.
Odziedziczona fortuna pozwoliła mu na odejście od praktyki prawniczej i poświęcenie się działalności intelektualnej, a później także politycznej. Rozpoczął od kolekcjonowania książek, lecz wkrótce zaczął także pisać. Najpierw do francuskojęzycznej Gazette de Montreal, a potem także do innych francusko- i angielskojęzycznych czasopism. Jago pisarstwo zaawansowane intelektualnie i bardzo idealistyczne uznawane było za nieco nudne, lecz cieszyło się poczytnością i wpłynęło na kształtowanie się postaw francuskojęzycznych Kanadyjczyków. Głównie dotyczyło spraw społecznych i politycznych. Viger czujący równą niechęć do francuskiej rewolucji, jak i republikańskich instytucji amerykańskich, uważał, iż brytyjski model rządów jest najdoskonalszy. Był także zdania, iż frankofoni kanadyjscy, są w stanie zachować swoją specyfikę kulturową i prawną, pozostając jednocześnie lojalnymi obywatelami Zjednoczonego Królestwa.
Jednym z przejawów lojalności Vigera była jego służba militarna. Do milicji Dolnej Kanady wstąpił w 1803 i został promowany na porucznika. Wziął udział w wojnie 1812 roku, w czasie której został awansowany na kapitana, a następnie majora. Szeregi milicji opuścił w 1824 z przyczyn zdrowotnych.
Naturalną konsekwencją pisarstwa politycznego było osobiste zaangażowanie się w politykę. Viger wstąpił do Parti Canadien w czasie, gdy przeżywała ona kryzys związany z aresztowaniem przywódczej grupy i zamknięciem przez władze kolonialne jej organu Le Canadien. W wyniku wewnętrznych walk partii do głosu doszła bardziej konserwatywna frakcja montrealska, opozycyjna do grupy z Quebec City. Viger był jej bardzo aktywnym członkiem. Co prawda na czele partii stanął Louis-Joseph Papineau, lecz Viger zawsze był w jej ścisłym kierownictwie. Partia stawiała sobie za cel utrzymanie specyfiki ustrojowej i prawnej Dolnej Kanady i większego udziału francuskojęzycznych Kanadyjczyków w sprawowaniu władzy. Nowe kierownictwo, bardziej umiarkowane i bliższe konserwatywnym pozycjom, okazało się dużo skuteczniejsze od wcześniejszych radykałów. W 1828 Viger był jedną z czołowych postaci delegacji partii do Londynu. W czasie pobytu w metropolii Kanadyjczycy odbyli szereg oficjalnych spotkań, między innymi ze specjalnie utworzoną komisją parlamentarną, która miała wysłuchać ich skarg. Delegacja została bardzo dobrze przyjęta i uzyskała szereg ważnych koncesji. Najważniejszym było, iż francuscy Kanadyjczycy, którzy stanowili zdecydowaną większość w wybieralnym, lecz nie posiadającym rzeczywistej władzy, parlamencie, zaczęli być zapraszani do udziału w rządzie kolonialnym. Sam Viger pierwszy raz został zaproszony do udziału w radzie w 1831. Nie zagrzał tam długo miejsca, lecz dał się poznać jako zdecydowany mówca i radykał, zaskarbiając sobie przydomek „kanadyjski Robespierre”.
Ograniczone ustępstwa brytyjskie wywołały skutek odwrotny od spodziewanego. Nastąpiła radykalizacja partii. Do głosu zaczęli ponownie dochodzić radykałowie, a Viger zaczął trącić swoje wpływy. Kulminacją radykalizacji nastrojów była rebelia patriotyczna w Dolnej Kanadzie. Zakres udziału Vigera w tej rewolucyjnej akcji jest niejasny. Zgodnie ze swoją koncepcją lojalności pozostał nieaktywny, nie popierając żadnej ze stron. Gdy jednak Bank de Peuple, nadzorowany przez jego krewnego, wycofał się z obietnicy finansowania insurekcji, także i Viger został oskarżony przez radykałów zdradę. Mimo tych zewnętrznych oznak obojętności, mógł uczestniczyć w jakichś nielegalnych przedsięwzięciach, wynikiem których było jego aresztowanie w 1838. Viger w areszcie traktowany był bardzo dobrze i nawet zaoferowano mu zwolnienie warunkowe. Tę ofertę odrzucił jednak i spędził w odosobnieniu prawie dwa lata domagając się publicznego procesu, do którego nigdy nie doszło. Ostatecznie został zwolniony i wycofano wszelkie oskarżenia wysunięte przeciw niemu.
Po utworzeniu Prowincji Kanady, Viger odzyskał swoją naczelną pozycję, w oczyszczonym z radykałów środowisku. Ciągle traktowany był jako reformista, lecz bardzo umiarkowany. Na tyle umiarkowany, iż stał się atrakcyjnym partnerem także i dla umiarkowanych konserwatystów, którzy od 1841 do 1848, z krótką przerwą, sprawowali władzę w Kanadzie. W końcu roku 1842 po upadku reformistycznego rządu Baldwina-La Fontaine, gubernator generalny Charles Metcalfe, zaproponował Vigerowi wejście do konserwatywnego rządu Williama Drapera jako ko-premier reprezentujący Wschodnią Kanadę. Dla wielu francuskojęzycznych Kanadyjczyków zaakceptowanie przez Vigera tej propozycji równało się zdradzie, jednak jego trzyletnia kadencja przyniosła Wschodniej (Francuskiej) Kanadzie wiele korzyści.
Viger z życia politycznego wycofał się w 1854 po tym, jak jego żona zmarła na cholerę. Pozostał jednak aktywny społecznie zajmując się działalnością charytatywną i kulturalną. Zmarł 13 lutego 1861 w wieku 86 lat. Swój majątek zapisał kuzynowi Come-Sephine Cherrier, a całą, bardzo bogatą bibliotekę wraz z kolekcją grafik dla Seminaire de Saint-Hyacinthe.